# Sankt Peders Sogn (Randers Kommune)
 For alternative betydninger, se Sankt Peders Sogn. (Se også artikler, som begynder med Sankt Peders Sogn)
Sankt Peders Sogn er et sogn i Randers Nordre Provsti (Århus Stift). Sognet ligger i Randers Kommune; indtil Kommunalreformen i 1970 lå det i Støvring Herred (Randers Amt). I Sankt Peders Sogn ligger Sankt Peders Kirke.
I Sankt Peders Sogn findes flg. autoriserede stednavne: